# سجن سيبو
سجن سيبو هو سجن في مدينة سيبو في الفلبين، يتم فيه تدريب السجناء يوميًا على الرقص الجماعي على أنغام أشهر الأغاني العالمية كنوع من أنواع الترفيه والعلاج النفسي للسجناء.
يشترك في هذه العروض حوالي 1500 سجين، ويتم بيع العروض التي يقومون بتأديتها وتوزيع أرباحها على إدارة السجن ونفقات السجناء.